# Gare de Bellinzone
La gare de Bellinzone (Bellinzona en Italien) est située sur le territoire de la commune suisse de Bellinzone, dans le canton du Tessin. Elle se trouve sur la ligne du Gothard et appartient aux chemins de fer fédéraux suisses. La gare est surnommée « Porta del Ticino » (« Porte du Tessin » en Français) depuis l'ouverture du tunnel de base du Saint-Gothard en 2016. 

## Situation ferroviaire
Établie à 240,9 mètres d'altitude, la gare de Bellinzone est située au point kilométrique 150,9 de la ligne du Gothard.
La gare dispose de cinq voies traversantes dotées d'un quai latéral et de deux quais centraux reliés à la fois par un passage souterrain et une passerelle. Il existe également des voies de transit et de dépassement pour les trains de marchandises.

## Histoire
La gare a été ouverte en 1874 dans le cadre de la mise en service de la section de Biasca à Chiasso de la ligne du Gothard et de la ligne de Bellinzone à Locarno. Avec l'ouverture du tunnel ferroviaire du Saint-Gothard en 1882, Bellinzone fut reliée par le rail à la Suisse alémanique. 
Le 23 avril 1924, un accident ferroviaire, causé par une erreur d'aiguillage, provoque la mort de quinze personnes et trois personnes sont grièvement blessées à la gare de triage de San Paulo, au nord de la gare de Bellinzone. L'accident s'est produit entre le train 51bis (Milan-Bâle) et le train de nuit express 70 (Milan-Dormund). À la suite du choc, l'incendie de la voiture allemande provoque la mort de neuf passagers (et occasionne 3 millions de francs de frais et d'indemnisations). Parmi les occupants du wagon, seuls quatre survivront. Quant au personnel du 5Ibis, cinq sont morts, auxquels il faut ajouter un cheminot qui était sur l'express 70. Les dégâts sont estimés à 5 millions de francs, dont 4 millions pour les locomotives électriques,. 
En 2008, le site logistique CFF Cargo de Bellinzone a fait la une des journaux lorsque ses employés se sont mis en grève après que CFF Cargo eut prescrit des mesures de réduction rigoureuses des effectifs pour le site,,. 
L'ouverture du tunnel de base du Saint-Gothard en 2016 a permis une réduction de l'ordre de 45 minutes du temps de trajet entre Arth-Goldau et Bellinzone.

## Service des voyageurs

### Accueil
Gare des CFF, Bellinzone est dotée d'un bâtiment voyageurs abritant des guichets de vente, des distributeurs automatiques de titres de transport ainsi que de nombreux commerces. Un parc relais situé à proximité de la gare offre 77 places de stationnement pour les automobiles.
La gare est accessible aux personnes à mobilité réduite.

### Desserte

#### Trains grandes lignes
La gare de Bellinzone est un nœud majeur du réseau de transport ferroviaire tessinois. À ce titre, elle est desservie par de nombreuses grandes lignes reliant le nord du pays au canton du Tessin dont les lignes 2 et 21 qui relient respectivement Bâle et Zurich à Lugano chaque heure. Ces trains sont régulièrement prolongées en tant qu'EuroCity au nord vers l'Allemagne et/ou vers l'Italie jusqu'à Milan.
Un train InterRegio, assuré par le Südostbahn, circule également chaque heure Locarno à Arth-Goldau, prolongés alternativement vers Bâle ou Zurich.
- Bâle CFF – Olten – Lucerne – Arth-Goldau – Bellinzone  – Lugano – Chiasso – Côme San Giovanni – Monza – Milan-Centrale
- Gare centrale de Francfort-sur-le-Main – Bâle CFF (– Arth-Goldau – Bellinzone  – Lugano / – Berne – Brigue) – Milan-Centrale
- Zurich – Arth-Goldau – Bellinzone – Lugano – Chiasso – (Milan-Centrale – Venise-Santa-Lucia/Gênes-Piazza-Principe)/(Milan-Rogoredo – Bologne-Centrale)
- 2 Gare centrale de Zurich – Zoug – Arth-Goldau – (Altdorf -) Bellinzone – Lugano
- 21 Bâle CFF – Olten – Lucerne – Arth-Goldau – Bellinzone – Lugano
- 26 Bâle CFF – Olten – Lucerne – Arth-Goldau – Schwyz – Brunnen – Flüelen – Erstfeld – Göschenen – Airolo – Ambri-Piotta – Faido – Lavorgo – Bodio – Biasca – Castione-Arbedo – Bellinzone – Giubiasco – Cadenazzo – Tenero – Locarno
- 46 Gare centrale de Zurich – Zoug – Arth-Goldau – Erstfeld – Göschenen – Airolo – Ambri-Piotta – Faido – Lavorgo – Bodio – Biasca – Castione-Arbedo – Bellinzone – Giubiasco – Cadenazzo – Tenero – Locarno

En saison estivale, Bellinzone est également desservie du mardi au dimanche, y compris les jours fériés, par le train « Gothard Panorama Express ». Ce train, classé Panoramic Express propose un aller-retour par jour entre Lugano, Bellinzone, Flüelen et Arth-Goldau par la ligne de faîte du Gothard spécialement pour les touristes. Ceux-ci peuvent continuer leur trajet jusqu'à Lucerne en correspondance avec un bateau assurant le trajet sur les eaux du lac des Quatre-Cantons.

#### RER Tessin
La gare de Bellinzone fait également partie du réseau express régional tessinois, assurant des liaisons rapides à fréquence élevée dans l'ensemble du canton du Tessin. Elle est, à ce titre, desservie chaque heure ou chaque demi-heure par les lignes S10/S50 reliant Biasca (prolongés quelques fois en début et fin de service en gare d'Airolo) à Chiasso (et Côme une fois par heure) et à l'aéroport de Milan Malpensa, et S20 reliant Castione-Arbedo à Locarno.
- S10 (Airolo -) Biasca - Bellinzone - Giubiasco - Lugano - Mendrisio - Chiasso (- Côme San Giovanni)
- S50 (Airolo -) Biasca - Bellinzone - Giubiasco - Lugano - Mendrisio - Varèse - Gallarte - Aéroport de Malpensa T1 - Aéroport de Malpensa T2 (circule chaque heure en coupe/accroche avec la ligne S10 en gare de Mendrisio)
- S20 Castione-Arbedo - Bellinzone - Giubiasco - Cadenazzo - Locarno

### Intermodalité
La gare de Bellinzone est en correspondance avec de nombreuses lignes assurées par CarPostal. Elle est ainsi desservie par l'ensemble des lignes urbaines de Bellinzone (1 à 5), les lignes nocturnes ainsi que par les lignes interurbaines 171 vers Coire par San Bernardino, 191 à destination d'Airolo, 193 vers Biasca via Iragna, 214 vers Mesocco, San Bernardino et Thusis et 311 vers Locarno.